# Czułpanowo (rejon nurłacki)
Czułpanowo (ros. Чулпаново) – wieś (sieło) w Rosji, w Tatarstanie, w rejonie nurłackim. W 2010 liczyła 1061 mieszkańców.